# Joan Gaspart i Bonet
Joan Gaspart i Bonet   (Barcelona, 27 de juny de 1916 - Barcelona, 22 de maig de 2002) fou un empresari turístic català.

## Biografia
Fill de l'empresari hoteler Josep Gaspart i Bulbena (1885-1963), a partir del 1944 el va succeir al capdavant d'Hoteles Unidos SA (HUSA). Des del 1947 fou membre de l'Associació Internacional d'Hotels (AIH), de la que va ser nomenat vicepresident el 1972, i president el 1979.
Va participar en la Fira de Barcelona com a impulsor del certamen de turisme Hostelco i d'altres salons, com el Saló Gaudí o el Saló Internacional de l'Automòbil de Barcelona. També va ser membre del comitè executiu de la Cambra de Comerç de Barcelona i va impulsar la creació del Consorci de Turisme de Barcelona.
Des de l'1 de febrer del 1977 va formar part de l'executiva de la branca catalana d'Acció Regional, el partit cristià i conservador creat per l'exministre franquista Laureà López Rodó.
El 1986 rebé la Medalla al treball President Macià, i el 2000 va rebre la Creu de Sant Jordi.